# Les Jardins de Monaco
Chansons représentant Monaco au Concours Eurovision de la chanson
Une petite Française
(1977) Notre vie c'est la musique
(1979)
Les Jardins de Monaco (aussi connue sous le titre Dans les jardins de Monaco) est une chanson écrite par Jean Albertini et Didier Barbelivien sur une musique de Paul de Senneville et Olivier Toussaint et interprétée par le duo Caline et Olivier Toussaint. Elle est sortie en 45 tours en 1978. 
C'est la chanson représentant Monaco au Concours Eurovision de la chanson 1978.
La chanson a également été enregistrée par Caline et Olivier Toussaint dans une version en allemand sous le titre Auf Wiederseh'n in Monaco (« Au revoir à Monaco ») et en anglais sous le titre The Garden of Monaco (« Le Jardin de Monaco »).

## À l'Eurovision

### Sélection
La chanson Les Jardins de Monaco, interprétée par Caline et Olivier Toussaint, est sélectionnée en interne pour représenter Monaco au Concours Eurovision de la chanson 1978 le 22 avril à Paris, en France.

### À Paris
La chanson est intégralement interprétée en français, langue officielle de Monaco, comme l'impose la règle de 1977 à 1998. L'orchestre est dirigé par André Popp.
Les Jardins de Monaco est la quatorzième chanson interprétée lors de la soirée du concours, suivant Feuer d'Ireen Sheer pour l'Allemagne et précédant Charlie Chaplin de Tania Tsanaklidou (en) pour la Grèce.
À l'issue du vote, elle obtient 107 points, se classant 4e sur 20 chansons,.

## Liste des titres
| A. | Les Jardins de Monaco | Jean Albertini, Didier Barbelivien, Paul de Senneville, Olivier Toussaint | 2:50 |
| B. | Tous les amoureux     | Jean Albertini, Didier Barbelivien, Paul de Senneville, Olivier Toussaint | 2:30 |

## Historique de sortie
| Pays        | Titre                      | Date | Format   | Label        |
| ----------- | -------------------------- | ---- | -------- | ------------ |
| Allemagne,  | Auf Wiederseh'n in Monaco  | 1978 | 45 tours | Telefunken   |
| Allemagne,  | Dans les jardins de Monaco | 1978 | 45 tours | Telefunken   |
| France,     | Les Jardins de Monaco      | 1978 | 45 tours | Disc AZ      |
| Pays-Bas    | Les Jardins de Monaco      | 1978 | 45 tours | Groovy       |
| Portugal    | Les Jardins de Monaco      | 1978 | 45 tours | Imavox       |
| Suède       | Les Jardins de Monaco      | 1978 | 45 tours | EMI, Marilla |
| Royaume-Uni | The Garden of Monaco       | 1978 | 45 tours | Epic         |